# Ronit Elkabetz
Ronit Elkabetz (hebreiska: רונית אלקבץ, arabiska: رونيت القبص), född 27 november 1964 i Be'er Sheva, död 19 april 2016, var en israelisk skådespelare och filmskapare. Under sin karriär tilldelades hon bland annat Ophir-priset, Israels finaste filmpris, tre gånger.

## Biografi
Ronit Elkabetz var äldst av fyra syskon och hennes föräldrar var marockanska immigranter. Hon växte upp i ett arbetarklasshem och talade både arabiska och franska. Hon inledde sin karriär som fotomodell i Israel.
Elkabetz debuterade som filmskådespelare år 1990 i Hameyu'ad där hon spelade mot Shuli Rand som kom att bli hennes partner under många år. Tre år senare tilldelades hon Ophir-priset för sin rollinsats i Sh'Chur (1994). År 1997 flyttade hon till Paris för att studera vid avantgarde-teatern Théâtre du Soleil. För att försörja sig själv arbetade hon samtidigt som servitris innan hon år 2001 slog igenom i Frankrike med rollen som Sonia i filmen Origine contrôlée. Det följande decenniet kom hon att dela sin tid mellan Tel Aviv och Paris. År 2001 vann hon även sin andra Ophir för rollen som Judith i Sent bröllop. År 2004 debuterade hon som regissör med långfilmen Ve'Lakhta Lehe Isha, som hon även skrev manus till. År 2007 vann hon sin tredje Ophir, denna gång för sin rollinsats i Polisorkestern som kom bort. Tillsammans med sin yngre bror Shlomi Elkabetz skrev och regisserade hon filmen Rättegången – Amsalem vs Amsalem (2014) som vann flera priser i hemlandet och bland annat även utsågs till Israels kandidat till Oscar för bästa icke-engelskspråkiga film samt nominerades till en Golden Globe Award. Filmen var den avslutande delen i en trilogi.
Hon var gift med arkitekten Avner Yashar och tillsammans hade de två barn, tvillingar. Ronit Elkabetz dog 51 år gammal i cancer.

## Filmografi i urval
- 1990 – Hameyu'ad
- 1994 – Sh'Chur
- 1995 – Tzaleket (även manus)
- 2001 – Sent bröllop
- 2004 – Ve'Lakhta Lehe Isha (även regi och manus)
- 2004 – Or
- 2007 – Polisorkestern som kom bort
- 2008 – Shiva (även manus och regi)
- 2009 – Jaffa
- 2012 – Zarafa
- 2014 – Rättegången – Amsalem vs Amsalem (även regi och manus)